# James A. Michener

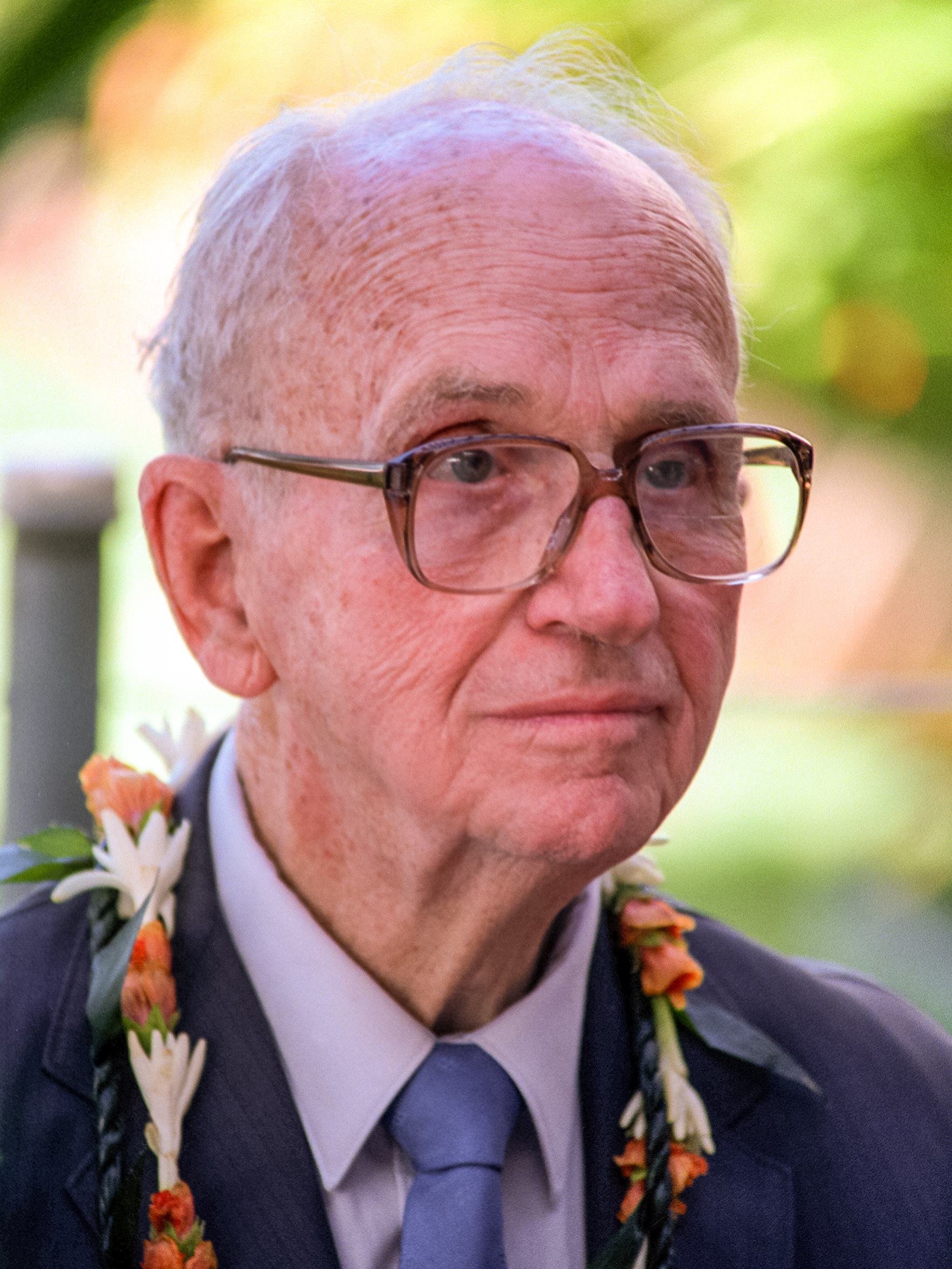
James Michener tijdens de 50-jarige herdenking van de aanval van de Japanners op Pearl Harbor

James Albert Michener (New York, 3 februari 1907 – Austin, 16 oktober 1997) was een Amerikaans schrijver. Hij verwierf zich vooral faam door zijn historische romans, die zich steeds afspelen in een bepaald land of bepaalde streek en waarbij het leven van verschillende generaties wordt beschreven. Zijn werken zijn vaak omvangrijk maar vlot leesbaar.
Zijn bekendste boek is waarschijnlijk Centennial, dat zich afspeelt in een fictief dorpje in Colorado. Het boek begint in ver-prehistorische tijden (ten tijde van het ontstaan van de aarde en dinosaurussen) en loopt tot 1973. Van dit boek, dat ruim 900 bladzijden telt, werd een bekroonde televisieserie van 26 afleveringen gemaakt.

## Leven
Michener had een moeilijke start: hij was een wees en wist niet eens zijn eigen exacte geboortedatum. Hij werd opgevoed door een vrouw die zich zijn lot en dat van vele andere weeskinderen aantrok. Tot zijn veertiende leefde hij in heel armoedige omstandigheden. Hij bleek het echter op school uitzonderlijk goed te doen, en bovendien had hij atletisch talent. Die twee factoren spelen een grote rol in zijn academische carrière. Hij werd lector aan de universiteit. Toen hij 36 was, werd hij opgeroepen voor militaire dienst in het Amerikaanse leger en nam actief deel in de strijd tijdens de Tweede Wereldoorlog in de Stille Oceaan. Hij beleefde heel wat avonturen (hij stortte onder andere twee keer neer met een vliegtuig). Hij begon pas daarna fictie te schrijven, toen hij eind dertig was. Hij woonde op veel plaatsen overal ter wereld.

## Werk
Zijn boeken zijn meestal dik: duizend bladzijden is geen uitzondering. In een interview legde hij uit dat hij het de eerste honderd bladzijden van zijn boek met opzet moeilijk maakt voor de lezer, maar als hij die overwint, dan loopt de rest vlot. 
Michener verrichtte telkens heel grondig (historisch) onderzoek (ook al is het verhaal verzonnen). Hij liet zich adviseren door specialisten ter zake, en las wetenschappelijke werken aangaande het onderwerp. Dat verklaart waarom hij minstens drie jaar werkte aan een boek. Merk op dat de factuele informatie in zijn boeken soms wel achterhaald is: in Centennial (1974) wordt bijvoorbeeld aandacht besteed aan de ondergang van de dinosaurussen. Hij somde de toen gangbare hypothesen op, maar de theorie rond een meteoorinslag - nu vrij algemeen aanvaard - ontbreekt omdat die theorie in 1974 nog niet gangbaar was.
Michener is niet bang voor vernieuwende verteltechnieken. In Centennial komen geen mensen voor tot het vierde hoofdstuk (bladzijde 125), maar wel dinosaurussen, bizons, ratelslangen en paarden. The Source, over de geschiedenis van Israël, heeft de structuur van een tell (een archeologische site): de hoofdstukken en de verhalen volgen elkaar op, zoals de verschillende historische lagen elkaar opvolgen bij archeologische opgravingen.
In een interview werd opgemerkt dat Michener een speciaal talent heeft om zijn onderwerpen te kiezen: hij schreef onder andere over de geschiedenis van Polen, Zuid-Afrika en Israël jaren voordat daar politieke verschuivingen optraden.
Hij ontving in 1948 de Pulitzer-prijs voor zijn roman Tales of the south Pacific (Verhalen van de Stille Zuidzee) in de categorie "Fictie".
De musical South Pacific (1949), met muziek van Rodgers en Hammerstein, is gebaseerd op twee korte verhalen van Michener. De musical was een enorm succes (hij liep vijf jaar op Broadway) en wordt beschouwd als een van de belangrijkste musicals ooit. Ook was de musical politiek belangrijk vanwege het thema van interraciale relaties. In 1958 kwam er een verfilming van de musical en in 2001 werd een muzikale televisiefilm gedraaid, met Glenn Close in de hoofdrol.